# جورج غالوب
جورج هورّاس غالوب (بالإنجليزية: George Horace Gallup)‏(ولد 18 نوفمبر 1901 - توفي 26 يوليو 1984) هو أحد الرواد الأمريكين في تقنية فحص العينات (بالإنجليزية: survey sampling techniques)‏، وهو منشئ غالوب للاقتراع، وهي طريقة إحصائية ناجحه لفحص العينات من أجل قياس الرأي العام.

## حياته
ولد جورج غالوب لأسرة تمتلك مزرعة لإنتاج الألبان بمدينة جيفرسون بولاية آيوا الاميريكية، التحق بجامعة آيوا عام 1918، وليحصل على البكالوريوس عام 1923 ثم دراسات عليا عام 1925 ثم شهادة الدكتوراة في العلوم السياسية عام 1928. بعد ذلك عمل محررا في صحيفة آيوا اليومية. كان موضوع الدكتوراة التي تحصل عليها غالوب هو طريقة عمل جديدة وموضوعية لقياس اهتمام القراء بالموضوعات الصحفية، بعد ذلك وفي عام 1929 ترك التدريس في آيوا ليرأس العمل بكلية الصحافة في جامعة دارك(بالإنجليزية: Drake University)‏. انتقل بعد ذلك سنة 1931 لجامعة نورث ويسترن (بالإنجليزية: Northwestern University)‏ للتدريس وعمل الأبحاث. وبعد عام واحد التحق بشركة يونج وروبيكام (بالإنجليزية: Young & Rubicam)‏ وهي شركة مختصة بالدعاية، وأجرى فيها أول مسح لاستبيانات الرأي العام الخاص بعملائه، وبهذا أصبح أول مدير لصناعة أبحاث السوق وقد ظل يعمل لصالح شركة يونج وروبيكام لمدة 16 عاما وانشأ في عام 1935 المعهد الأميريكي للرأي العام(بالإنجليزية: American Institute of Public Opinion)‏.
و قد حاز على اعتراف أميريكي من خلال استطلاع رأي صحيح اجراه حول نتائج انتخابات الرئاسة الأميريكية لعام 1936 من خلال استطلاع رأي 5000 مشترك والذي كان مناقضا لنتائج استطلاع رأي اضخم أجرته مجلة موجز الأدب (بالإنجليزية: Literary Digest)‏ واسعة الانتشار في ذلك الحين لحوالي مليوني مشترك وقد توقع أيضا بعدم دقة النتائج الاستطلاعية التي قامت بها مجلة موجز الأدب.
بعد أثني عشر عاما وفي انتخابات الرئاسة الأميريكية لعام 1948 حدثت اعظم الهفوات التي وقع فيها غالوب، عندما توقع بان توماس ديوي من شأنه ان يفوز على هاري ترومان، من 5 إلى 15 نقطة مئويه. ويعتقد غالوب ان الخطأ يرجع في معظمه لأنه انتهى من فحص استطلاع عينات الرأي قبل ثلاثة اسابيع من يوم الانتخابات.
وفي عام 1958، جمع غالوب كل ما لديه من عمليات الاقتراع في اطار ما أصبح منظمة غالوب.
توفي غالوب عندما إنتابته جلطة قلبية بمنزله الصيفي في إحدى القرى بمقاطعة بيرنيسي أوبرلاند التابعة لكانتون برن بسويسرا، تم دفن جثمانه بمقابر مدينة برينسون بولاية نيوجيرسي الأميريكية.

## روابط خارجية
- جورج غالوب على موقع الموسوعة البريطانية (الإنجليزية)
- جورج غالوب على موقع مونزينجر (الألمانية)
- جورج غالوب على موقع إن إن دي بي (الإنجليزية)